# Kamienica przy ul. Szerokiej 35 w Toruniu
Kamienica przy ul. Szerokiej 35 w Toruniu – secesyjno-modernistyczna kamienica w Toruniu. Została wybudowana ok. 1913 roku na miejscu dwóch patrycjuszowskich kamienic gotycko-renesansowych. W kamienicy mieścił się sklep firmowy C.B. Dietrich & Sohn, produkujący artykuły żelazne. W okresie międzywojennym w sklepie sprzedawano także artykuły metalowe. W 1972 roku na wszystkich kondygnacjach kamienicy urządzono Państwowy Dom Towarowy „Flis”. Obecnie w kamienicy mieści się muzeum Dom Legend Toruńskich. Muzeum mieści się w zachowanym gotyckim podziemiu. Budynek figuruje w gminnej ewidencji zabytków (nr 754).